# Provincia de Linares (1865-1976)
La provincia de Linares fue una de las divisiones administrativas de Chile existente hasta 1976.

## Historia
El 11 de diciembre de 1873, el presidente Federico Errázuriz Zañartu firma el decreto que crea la provincia de Linares, a partir de la antigua provincia de Maule, con los siguientes departamentos:
| Departamento | Cabecera   |
| ------------ | ---------- |
| Linares      | Linares    |
| Parral       | Parral     |
| Loncomilla   | San Javier |

En 1927, el DFL 8582 suprime la provincia de Linares, que pasa a integrar la nueva provincia de Maule.
Posteriormente, en 1936, se restituye nuevamente la provincia de Linares, con los mismos departamentos anteriores.